# Mélanie Cohl
Mélanie Cohl, właśc. Mélanie Picron (ur. 4 stycznia 1982 w Tournai) – belgijska piosenkarka i autorka tekstów.
Mélanie Cohl rozpoczęła swoją karierę w wieku 15 lat, kiedy to po raz pierwszy wygrała konkurs Pour la Gloire, organizowany przez belgijskiego nadawcę radiowo-telewizyjnego RTBF w kategorii junior. W 1998 roku nagrała swój debiutancki album Mes Îles. 
W 1998 roku wokalistka wygrała belgijskie preselekcje do 43. Konkursu Piosenki Eurowizji z utworem „Dis Oui”, który w całości skomponował Philippe Swan. W finałowym koncercie, który odbył się 9 maja 1998 roku, zdobyła 122 punkty i uplasowała się na 6. miejscu. 
Po festiwalu wydała singel z utworami „Je Rêve De Vous” oraz „Amalaya Prie” utrzymany w stylistyce chanson.
W 2005 roku wystąpiła gościnnie w serialu Ils sont fous ces Wallons!. W tym samym roku ukazał się kompilacyjny album z największymi przebojami piosenkarki, zatytułowany Le Meilleur De Mélanie Cohl. Album został wydany nakładem wytwórni fonograficznej AMC.

## Dyskografia
| Albumy - 1998: Mes Îles - 1999: Et je crois - 2005: Le Meilleur De Mélanie Cohl | Single - 1998: „Dis Oui” - 1998: „Je Rêve De Vous” - 1999: „Je saurais t'aimer” |

## Filmografia
- 2005: Ils sont fous ces Wallons! (gościnnie, członkini komisji sędziowskiej)